# خط سیر (جامعه‌شناسی)
خط‌سیر (به فرانسوی: trajectoire) اصطلاحی است که پی‌یر بوردیو، جامعه‌شناس فرانسوی، آن را مطرح کرده است. 

## تعریف
در پایان دهه ۱۹۷۰، با بازگشت تدریجی سوژه به علوم انسانی و اجتماعی، ژانر زندگینامه‌ای و تاریخ شفاهی و همچنین مفهوم عام تاریخ زندگی ظهور یافته بود. با این حال، پی یر بوردیو در مخالفت با مفهوم «توهم زندگینامه‌ای» که از نظر او زندگی را یک داستان منسجم و تام در نظر می‌گیرد و در مخالفت با مفهوم تاریخ زندگی که از نظر او به طور مخفیانه وارد جهان علمی شده است مفهوم خط‌سیر را مطرح می‌کند.

از نظر بوردیو، خط‌سیر مجموعه‌ای از موقعیت‌هاست که فرد در زندگی یا حرفه خودش پی‌درپی و متوالی آنها را اشغال کرده است. بوردیو معتقد است موقعیت متخصصان در میدان اجتماعی به خط‌سیری بستگی دارد که آنان در میدان اشغال می‌کنند. 